# Province d'Awa (Tokushima)
Pour les articles homonymes, voir Province d'Awa et Awa.
Awa (阿波国, Awa no kuni) était une ancienne province du Japon qui occupait une partie de l'actuelle préfecture de Tokushima. Elle faisait partie des six provinces traversées par la route du Nankaidō. Elle était bordée par les provinces de Tosa, Sanuki et d'Iyo.